# Maria Ludwika Parmeńska
Maria Ludwika Parmeńska (ur. 9 grudnia 1751 w Parmie, zm. 2 stycznia 1819 w Rzymie) – królowa Hiszpanii jako żona Karola IV. Była najmłodszą córką Filipa I, księcia Parmy i jego żony Ludwiki Elżbiety, córki króla Francji Ludwika XV.
Powstało wiele portretów Marii Ludwiki autorstwa Francisca Goi, a wszystkie one przedstawiają królową jako brzydką i surową kobietę, która dominuje nad swoim mężem. Jej długoletnim kochankiem był premier Hiszpanii – Manuel Godoy. Po abdykacji jej męża z tronu Hiszpanii w 1808 pod presją cesarza Napoleona, który później na tronie osadził swojego brata Józefa, Maria Luiza trafiła do Francji jako więzień. Maria Luiza, jej mąż i premier Godoy wiedli dalej życie na wygnaniu. Oboje, królowa i król, zmarli w 1819.

## Potomstwo Marii Ludwiki i Karola IV
- Karol Klemens (Carlos Clemente) (1771-1774)
- Karolina Joachima (Carlota Joaquina) (1775-1830), królowa Portugalii
- Maria Ludwika (Maria Luisa) (1777-1782)
- Maria Amelia (1779-1798)
- Karol Dominik (Carlos Domingo) (1780-1783)
- Maria Ludwika (Maria Luisa) (1782-1824)
- Karol Franciszek (Carlos Francisco) (1783-1784)
- Filip Franciszek (Felipe Francisco) (1783-1784)
- Ferdynand VII (Fernando) (1784-1833), przyszły król Hiszpanii
- Karol Maria Izydor (Carlos María) (1788-1855), hrabia Molina, pretendent do tronu
- Maria Izabela (Maria Isabel) (1789-1848), królowa Sycylii
- Maria Teresa (1791-1794)
- Filip Maria (Felipe María) (1792-1794)
- Franciszek Antoni (Francisco Antonio) (1794-1865)

## Genealogia
| 4. Filip V Hiszpański |  |                               |  |  |                            |
|                       |  | 2. Filip I Parmeński          |  |  |                            |
| 5. Elżbieta Farnese   |  |                               |  |  |                            |
|                       |  |                               |  |  | 1. Maria Ludwika Parmeńska |
| 6. Ludwik XV          |  |                               |  |  |                            |
|                       |  | 3. Ludwika Elżbieta Francuska |  |  |                            |
| 7. Maria Leszczyńska  |  |                               |  |  |                            |
|                       |  |                               |  |  |                            |

## Galeria

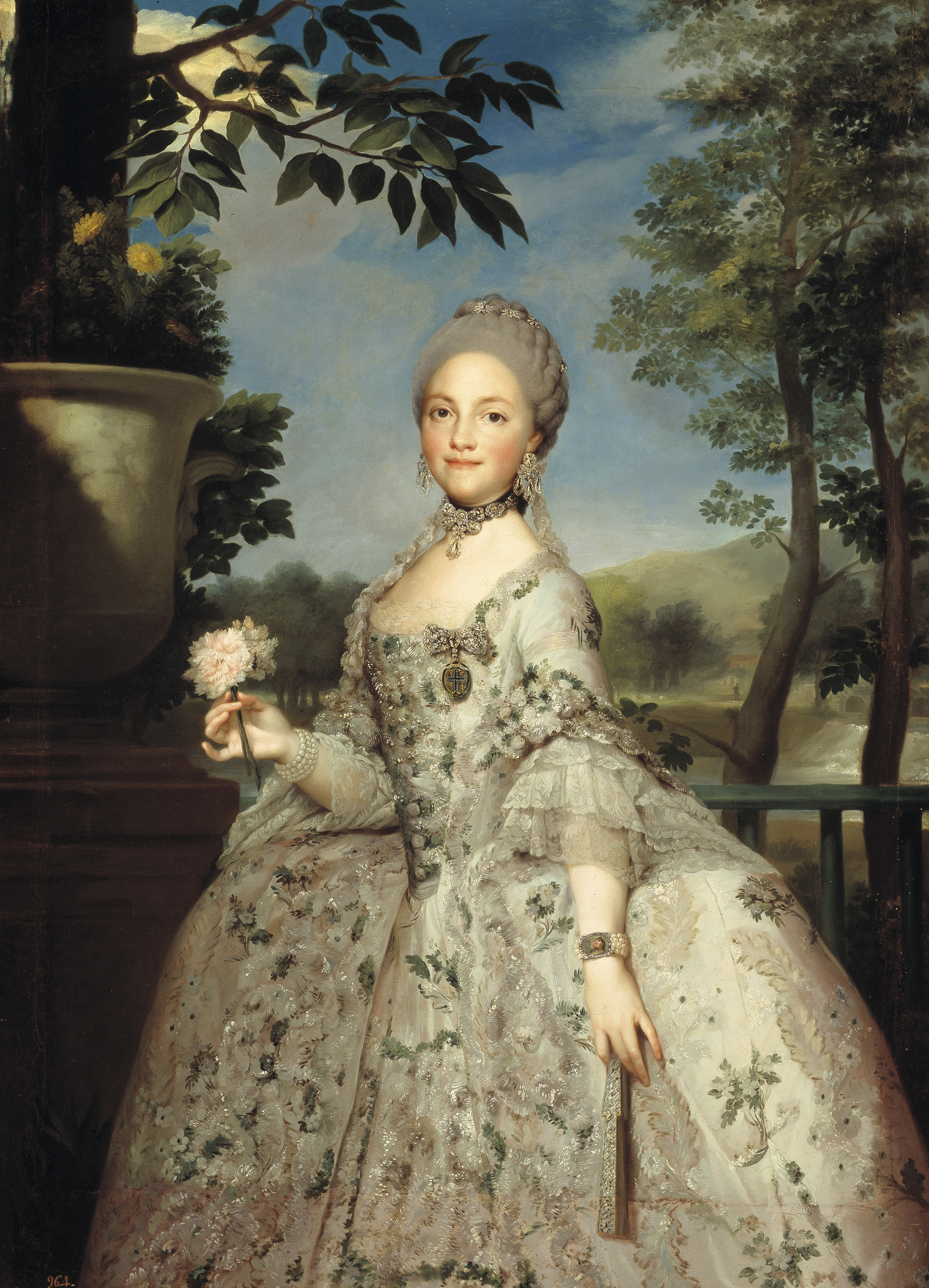
W młodości (Anton Rafael Mengs)
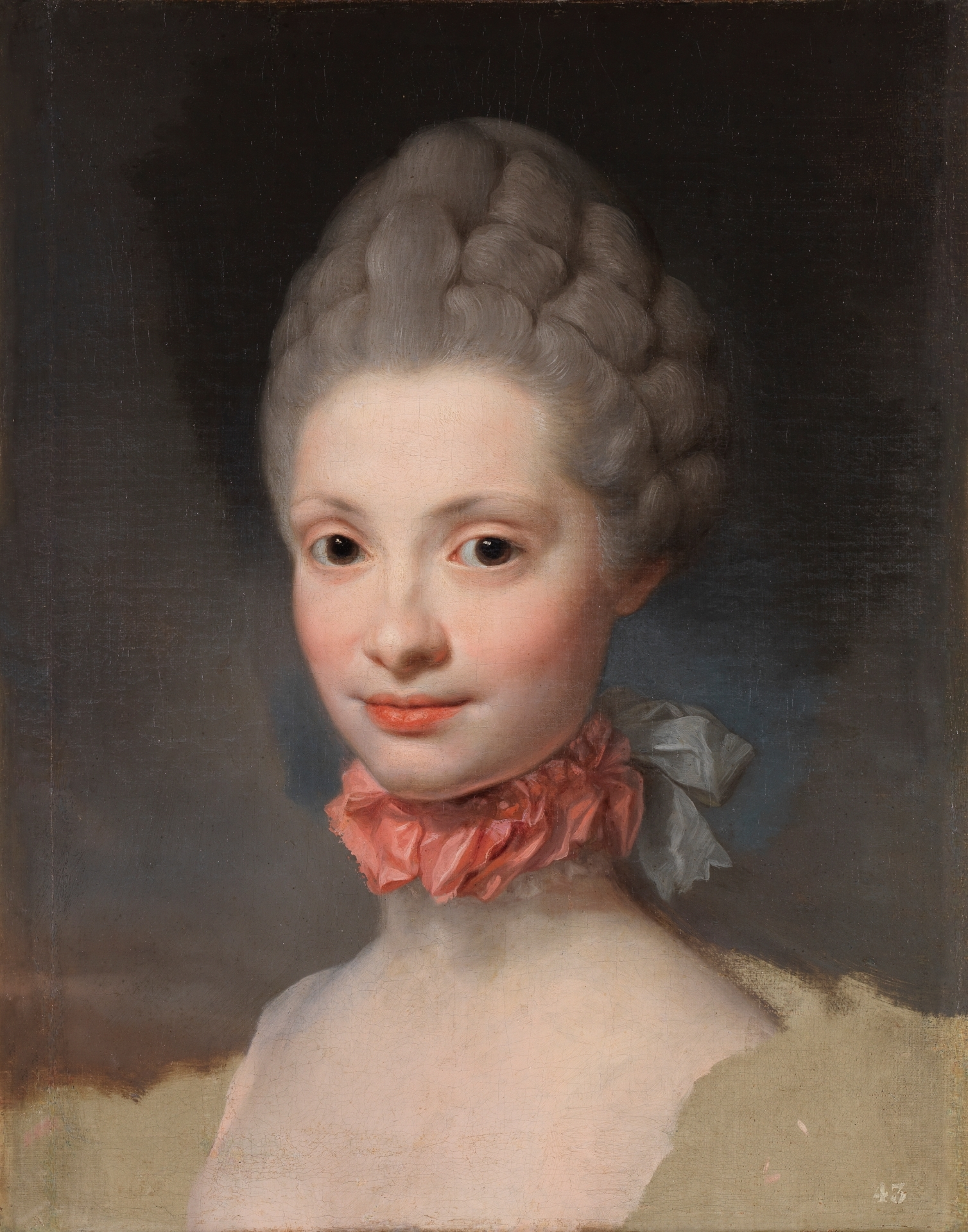
Jako księżna Asturii (Anton Rafael Mengs)
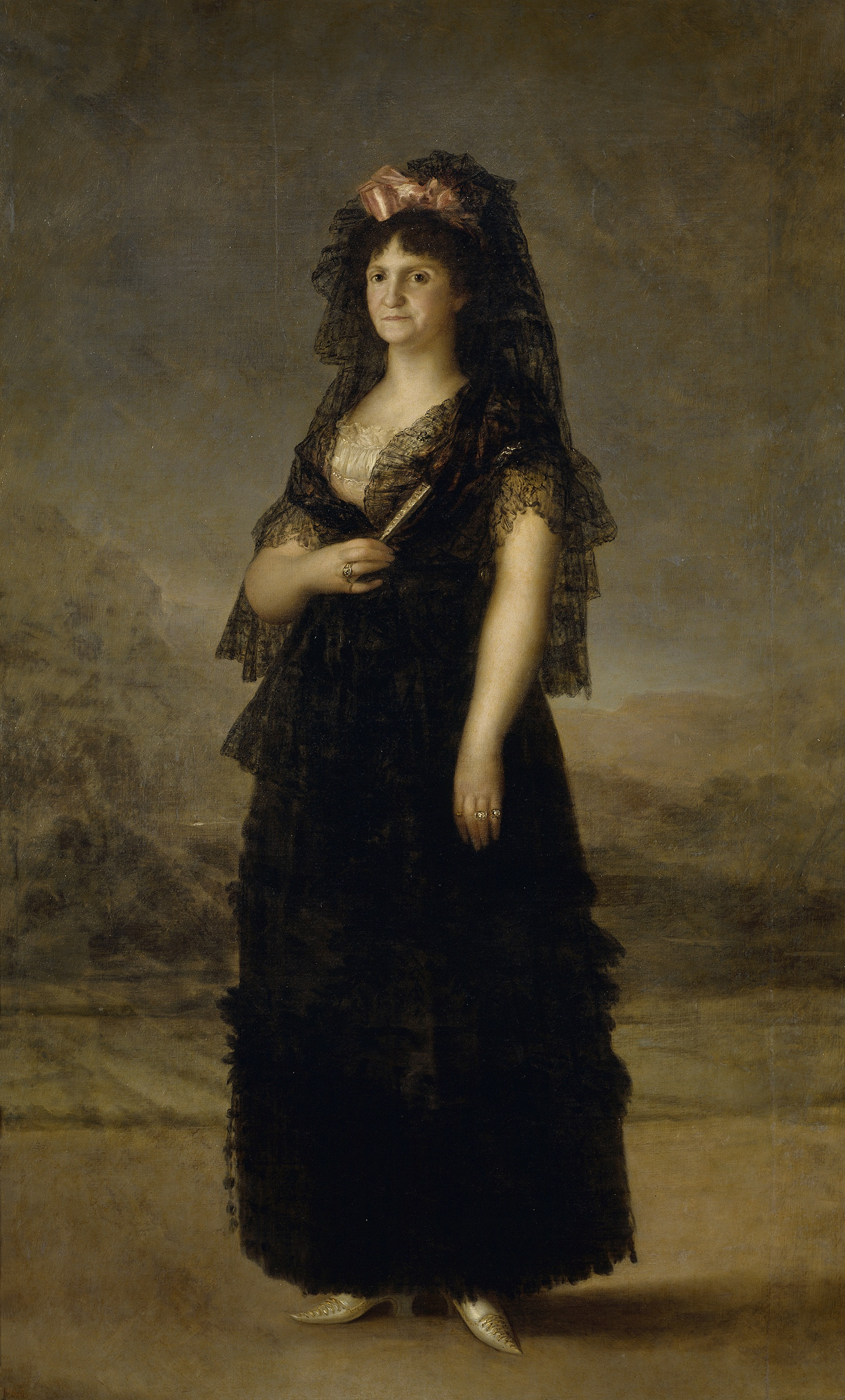
Jako królowa (Francisco Goya)
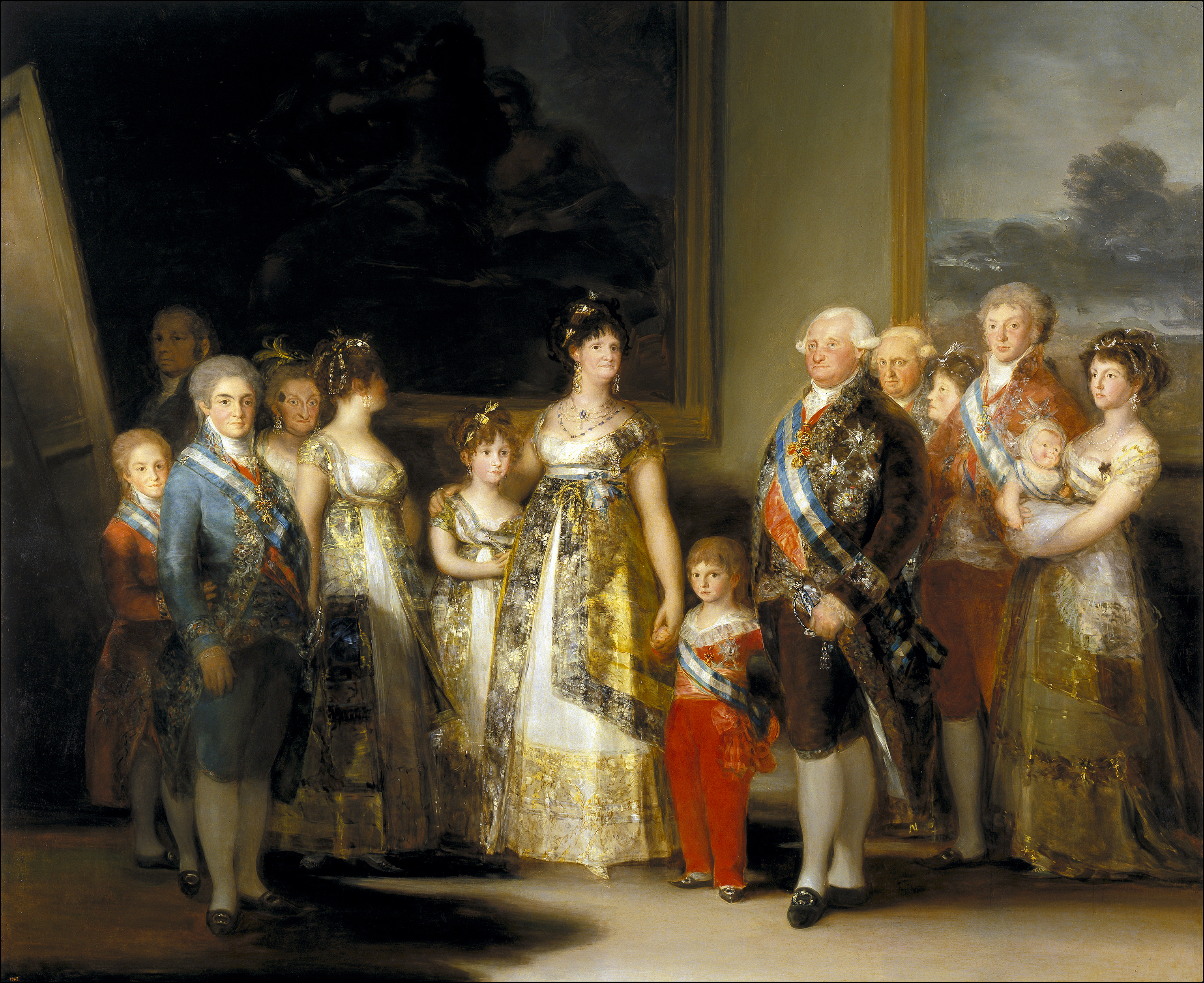
Rodzina Karola IV